# Frank Eckardt
Frank Eckardt (* 15. Januar 1967 in Gelsenkirchen) ist ein deutscher Stadtforscher.

## Leben
Frank Eckardt absolvierte von 1986 bis 1988 eine Berufsausbildung als Groß- und Außenhandelskaufmann bei der Eisen und Metall AG in Gelsenkirchen und von 1990 bis 1994 als Fachkraft Psychiatrie am Psychiatrischen Krankenhaus Delft in den Niederlanden. Von 1989 bis 1994 lebte er in den Niederlanden, wo er auch seinen Zivildienst beim Flüchtlingswerk Rotterdam absolvierte. Von 1994 bis 1999 studierte er Politikwissenschaften, Neuere und Mittlere Geschichte und Deutsche Philologie an der Universität Kassel und promovierte im Jahr 2002 in Politikwissenschaften.
Seit 1999 ist er an der Bauhaus-Universität Weimar tätig, zunächst als wissenschaftlicher Mitarbeiter, ab 2002 als Juniorprofessor und seit seiner Habilitation 2009 als Professor für Sozialwissenschaftliche Stadtforschung. Außerdem hatte er im Jahr 2007 den Alfred Grosser-Lehrstuhl für Politikwissenschaften am Institut d’études politiques de Paris inne und war 2008 und 2009 Vertretungsprofessor an der Goethe-Universität Frankfurt (Lehrstuhl Stadtsoziologie). Seit seinem 15. Lebensjahr hat Frank Eckardt für unterschiedlichste Medien Beiträge im journalistischen Bereich produziert. Von 1995 bis 2012 schrieb er für die Zeitschrift „Forum Kommune“ monatliche bzw. zweimonatliche Artikel.

## Werk
Ausgangspunkt seines Werkes sind frühere journalistische Recherchen zu unterschiedlichen städtischen Problemlagen. Dazu gehörten in den 1990er-Jahren Artikel zu Fragen der multikulturellen Gesellschaft, insbesondere der Flüchtlingsproblematik und Entwicklungspolitik, zu Themen der Vergangenheitsbewältigung (Kolonialismus, Zweiter Weltkrieg). Während des Studiums und durch Forschungsaufenthalte in Afrika (Mosambik) und Asien (China, Indonesien) entstand eine verstärkte Beschäftigung mit Fragen der Stadtgesellschaft.
In seiner akademischen Laufbahn rückte die theoretische Auseinandersetzung über die Auswirkungen der Globalisierung auf Städte in den Vordergrund. Als Gründungsmitglied des Instituts für Europäische Urbanistik an der Bauhaus-Universität Weimar bemüht er sich seitdem, gesellschaftswissenschaftliche Fragestellungen in die Ausbildung von Stadtplaner und Architekten einzubringen. Hierzu gehört insbesondere die Problematik der Bürgerbeteiligung und der Exklusions- und Armutsproblematik von Städten.

## Ausgewählte Schriften
- mit Anton Brokow-Loga: Postwachstumsstadt: Konturen einer solidarischen Stadt. München 2020.
- mit M. Neßler und Z. Seichter: Weit weg und unbeachtet. Stadt und Flüchtende in Belgrad seit Schließung der Balkangrenze. Weimar 2019.
- Gentrifizierung: Forschung und Politik zu städtischen Verdrängungsprozessen. Springer, Wiesbaden 2018.
- als Herausgeber: Ungeliebte Nachbarn: Anti-Asyl-Proteste in Thüringen. Bielefeld 2017.
- als Herausgeber: Schlüsselwerke der Stadtforschung. Wiesbaden 2017.
- mit Alain Bourdin und Andrew Wood: Die ortlose Stadt: Die Virtualisierung des Urbanen. Bielefeld 2014.
- Stadtforschung. Gegenstand und Methoden. Verlag für Sozialwissenschaften, Wiesbaden 2014.
- Zur Aktualität von Mike Davis. Wiesbaden 2013.
- als Herausgeber: Handbuch Stadtsoziologie. Verlag für Sozialwissenschaften, Wiesbaden 2012.
- Die Komplexe Stadt. Orientierungen im urbanen Labyrinth. Verlag für Sozialwissenschaften, Wiesbaden 2009.
- Soziologie der Stadt. Transcript, Bielefeld 2004.
- Pim Fortuyn und die Niederlande. Tectum-Verlag, Marburg 2003.
- Eine periphere Gesellschaft.Tectum-Verlag, Marburg 2002.